# لبنان (ایندیانا)
لبنان (به انگلیسی: Lebanon) شهری در بون کانتی، ایالت ایندیانا، ایالات متحده آمریکا است.

## جغرافیا
لبنان در موقعیت ۴۰°۳′۸″ شمالی ۸۶°۲۸′۱۸″ غربی / ۴۰٫۰۵۲۲۲°شمالی ۸۶٫۴۷۱۶۷°غربی قرار گرفته است. این شهر مساحتی در حدود ۱۸٫۹ کیلومتر مربع دارد. در سرشماری سال ۲۰۱۰، جمعیت این شهر ۱۵٬۷۹۲ نفر اعلام شد.